# 游走斑蛛
游走斑蛛（学名：Euophrys erratica）为跳蛛科斑蛛属的动物。分布于全北区、西马拉雅山以及中国大陆的吉林、甘肃等地。该物种的模式产地在法国。